# Medmassa frenata
Medmassa frenata là một loài nhện trong họ Corinnidae.
Loài này thuộc chi Medmassa. Medmassa frenata được Eugène Simon miêu tả năm 1877.